# Bolitoglossa yariguiensis
Bolitoglossa yariguiensis é uma espécie de anfíbio caudado da família Plethodontidae. O seu estado de conservação ainda não foi avaliado pela Lista Vermelha da UICN. Está presente na Colômbia.